# حسگر

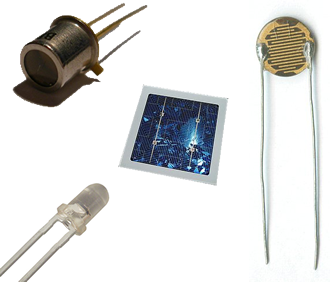
چند نوع سنسور مختلف

سنسور یا حساسه (زبان انگلیسی: Sensor) ابزاری است که به یک محرک فیزیکی خاص واکنش نشان می‌دهد و یک سیگنال الکتریکی قابل اندازه‌گیری تولید می‌کند. سنسورها می‌توانند مکانیکی، الکتریکی، مغناطیسی یا نوری باشند.
سنسور گونه‌ای مبدل است. بعضی از حساسه ها به تنهایی قابل استفاده‌اند و برای خواندن آن‌ها نیازی به وسایل جانبی دیگر نیست، مانند دماسنج جیوه‌ای. دستهٔ دیگر برای استفاده باید با وسایل دیگری همراه باشند مثل ترموکوپل. حس‌گرها در زندگی روزمره ما به صورت فراوان مورد استفاده قرار می‌گیرند، مثلاً در خودرو، گوشی همراه، ابزار برقی، و ماشین‌آلات صنعتی.
پیشرفت‌های اخیر در زمینه میکرو ابزارها، میکرو ساخت، فرایندهای شیمیایی و پردازش سیگنال دیجیتال ساخت سنسورهایی کم مصرف و کم هزینه با ابعاد میکرو یا نانو را فراهم ساخته‌است که میکروسنسور نامیده می‌شوند. میکروسنسورها کاربردهای فراوانی در زمینه پزشکی، هوافضا، تجهیزات نظامی، مخابرات و … پیدا کرده‌اند.

## اصول کارکرد
سنسورها را می‌توان بسته به نحوه کارکردشان به گروه‌های مختلفی طبقه‌بندی کرد. به عبارتی سنسورها می‌توانند خواص فیزیکی از قبیل تغییر در مقاومت الکتریکی، تغییر در ظرفیت خازن، القای الکتریکی، اثر ترموالکتریک، اثر پیزوالکتریک، اثر فتوالکتریک، اثر هال و … را اندازه بگیرند.

| نحوه احساس               | سنسورها |
| ------------------------ | --- |
| تغییر در مقاومت الکتریکی | حسگر سنجش فشار، پتانسیومتر، سنسور موقعیت پتانسیومتری (TPS)، دماسنج مقاومتی (RTD)، ترمیستور، سنسور پیزو-مقاومتی، سنسور مغناطیسی-مقاومتی، فوتورزیستور |
| تغییر در ظرفیت خازن      | گشتاورسنج خازنی، سنسور سطح خازنی، |
| القای الکتریکی           | ترانسفرمر تفاضلی متغیر خطی (LVDT)، گشتاورسنج القایی                                                                                                 |
| القای الکترومغناطیسی     | دبی سنج الکترومغناطیسی |
| اثر ترموالکتریک          | ترموکوپل |
| اثر پیزوالکتریک          | شتاب سنج پیزوالکتریک، سونار (SONAR) |
| اثر فتوالکتریک           | فوتودیود، فوتو ترانزیستور، |
| اثر هال                  | سنسور هال |

یک تاکومتر که از دو آهنربا و یک سنسور اثر هال تشکیل شده‌است.

سنسورها همچنین می‌توانند بر اساس پدیده فیزیکی که اندازه می‌گیرند نیز طبقه‌بندی شوند. برای مثال:
- سنسور موقعیت سنسورهایی هستند که اندازه‌گیری موقعیت را فراهم می‌کنند، از قبیل: لیمیت سوئیچ‌ها، سنسورهای مجاورتی، پتانسیومترهای خطی یا دورانی، اینکودر، سونار.
- سنسور سرعت که با محاسبه دقیق موقعیت نسبت به بازه‌های زمانی مشخص امکان‌پذیر است. تاکومتر مثالی از سنسور سرعت می‌باشد.
- سنسور شتاب یا شتاب سنج سنسورهایی هستند که بیشتر برای اندازه‌گیری ارتعاشات مکانیکی مورد استفاده قرار می‌گیرند. شتاب سنج‌ها معمولاً از المان‌های پیزوالکتریک و کرنش سنج‌ها استفاده می‌کنند.

سایر انواع دیگری از سنسورها وجود دارند که می‌توان به موارد زیر اشاره کرد:
- دبی سنج‌ها: برای اندازه‌گیری دبی سیالات استفاده می‌شود.
- سنسورهای التراسونیک یا مافوق صوت: این سنسورها با فرستادن یک موج صوتی با فرکانسی بالاتر از محدوده شنوایی انسان و دریافت بازگشت موج آن و محاسبه زمان رفت و برگشت آن، قادر به اندازه‌گیری فاصله می‌باشند.
- سنسورهای دید: این سنسورها معمولاً شامل یک دوربین، یک رایانه پردازش عکس و یک سیستم نورپردازی می‌باشند و در طول دهه‌های اخیر یک المان استاندارد دید در اتوماسیون کارخانه‌ها می‌باشند.
- سنسورهای دما: این سنسورها برای اندازه‌گیری دمای محیط یا سیالات استفاده می‌شوند.
- سنسورهای حرکت: این سنسورها برای ثبت حرکت در محیط اطراف کاربرد دارند و بیشتر در سیستم‌های دزدگیر یا درهای اتوماتیک استفاده می‌شوند.
- سنسورهای اندازه‌گیری رطوبت: این سنسورها برای اندازه‌گیری رطوبت هوا استفاده می‌شوند.

## دسته‌بندی خطاهای اندازه‌گیری
.یک سنسور خوب از این قوانین پیروی می‌کند:
- تنها نسبت به خاصیت اندازه‌گیری حساس است.
- نسبت به باقی خواصی که در کاربردش وجود دارد حساس نباشد
- بر خاصیتی که در حال اندازه‌گیریش است تأثیر نگذارد

حس‌گرهای ایدئال به گونه ای طراحی می‌شوند نسبت به اندازه‌گیری یا نسبت به تابع ساده‌ای از اندازه‌گیری (مثلاً لگاریتم) خطی باشند. سیگنال خروجی چنین حس‌گری نسبت به ارزش یا تابع ساده‌ای از خاصیت اندازه‌گیری‌شده خطی است؛ بنابراین حساسیت به صورت ضریبی بین سیگنال خروجی و خاصیت اندازه‌گیری تعریف می‌شود. برای نمونه، اگر یک سنسور دما را اندازه‌گیری می‌کند و یک ولتاژ خروجی دارد و حساسیت آن نسبت ثابت V/K شود، خطی خواهد بود چرا که ضریبش در همه نقاط اندازه‌گیری ثابت است.